# Allocosa marshalli
Allocosa marshalli is een spinnensoort uit de familie van de wolfspinnen (Lycosidae).
De wetenschappelijke naam van de soort werd in 1901 als Lycosa marshalli gepubliceerd door Reginald Innes Pocock.